# Sportverein Chio Waldhof 07 1974-1975
Questa voce raccoglie le informazioni riguardanti lo Sportverein Chio Waldhof 07 nelle competizioni ufficiali della stagione 1974-1975.

## Stagione
Nella stagione 1974-1975 il Chio Waldhof 07, allenato da Fips Rohr, concluse il campionato di 2. Bundesliga al 8º posto. In Coppa di Germania il Chio Waldhof 07 fu eliminato al secondo turno dal Sandhausen.

## Rosa
| N. |                     | Ruolo | Calciatore         |
| -- | ------------------- | ----- | ------------------ |
|    | Germania (bandiera) | P     | Manfred Krei       |
|    | Germania (bandiera) | P     | Walter Pradt       |
|    | Germania (bandiera) | D     | Werner Adler       |
|    | Serbia (bandiera)   | D     | Slobodan Jovanić   |
|    | Germania (bandiera) | D     | Klaus Link         |
|    | Germania (bandiera) | D     | Wolfgang Poly      |
|    | Germania (bandiera) | D     | Gernot Rohr        |
|    | Germania (bandiera) | D     | Heinrich Schnitzer |
|    | Germania (bandiera) | D     | Günter Sebert      |
|    | Germania (bandiera) | C     | Wolfgang Böhni     |

| N. |                     | Ruolo | Calciatore         |
| -- | ------------------- | ----- | ------------------ |
|    | Germania (bandiera) | C     | Walter Duttenhofer |
|    | Germania (bandiera) | C     | Franz Höß          |
|    | Germania (bandiera) | C     | Karl-Heinz Mießmer |
|    | Germania (bandiera) | C     | Volker Rohr        |
|    | Germania (bandiera) | C     | Peter Schneider    |
|    | Germania (bandiera) | C     | Dieter Soyez       |
|    | Germania (bandiera) | A     | Bernd Bartels      |
|    | Germania (bandiera) | A     | Karl-Heinz Harm    |
|    | Germania (bandiera) | A     | Ernst Martin       |
|    | Germania (bandiera) | A     | Heinz Schrodt      |

## Organigramma societario
Area tecnica
- Allenatore: Fips Rohr
- Allenatore in seconda:
- Preparatore dei portieri:
- Preparatori atletici:

## Calciomercato

### Sessione estiva
| Acquisti | Acquisti         | Acquisti                    | Acquisti |
| R.       | Nome             | da                          | Modalità |
| -------- | ---------------- | --------------------------- | -------- |
| C        | Wolfgang Böhni   | Bayreuth                    |          |
| D        | Bernd Förster    | Waldhof Mannheim (juniores) |          |
| D        | Slobodan Jovanić | VfR Mannheim                |          |
| A        | Ernst Martin     | Hessen Kassel               |          |
| D        | Gernot Rohr      | Bayern Monaco               |          |
| D        | Günter Sebert    | Waldhof Mannheim (juniores) |          |

| Cessioni | Cessioni           | Cessioni       | Cessioni |
| R.       | Nome               | a              | Modalità |
| -------- | ------------------ | -------------- | -------- |
| D        | Bernd Förster      | Bayern Monaco  |          |
| A        | Wolfgang Ruhdorfer | Greuther Fürth |          |

### Sessione invernale
| Acquisti | Acquisti | Acquisti | Acquisti |
| R.       | Nome     | da       | Modalità |
| -------- | -------- | -------- | -------- |

| Cessioni | Cessioni | Cessioni | Cessioni |
| R.       | Nome     | a        | Modalità |
| -------- | -------- | -------- | -------- |

## Risultati

### 2. Bundesliga

#### Girone di andata
| Arbitro: | Klauser |

|          |           |             |
| Haug 72’ | Marcatori | 51’ Bartels |

| Arbitro: | Boos |

|                   |           |  |
| Sebert 57’ (rig.) | Marcatori |  |

| Arbitro: | Luca |

|            |           |                 |
| Nickel 43’ | Marcatori | 83’ Duttenhofer |

| Arbitro: | Gaus |

|                       |           |  |
| Bartels 17’ Böhni 60’ | Marcatori |  |

| Arbitro: | Walz |

|                 |           |             |
| Haller 18’, 90’ | Marcatori | 15’ Bartels |

| Arbitro: | Pfleiderer |

|                       |           |              |
| Bartels 9’ Sebert 43’ | Marcatori | 90’ Sichmann |

| Arbitro: | Sinnewe |

|  |           |            |
|  | Marcatori | 27’ Sebert |

| Arbitro: | Riegg |

|                       |           |  |
| Bartels 10’ Böhni 62’ | Marcatori |  |

| Arbitro: | Schumann |

|                       |           |  |
| Fazlić 46’ Traser 74’ | Marcatori |  |

| Arbitro: | Ross |

|                                              |           |  |
| Bartels 36’, 53’ Jovanić 79’ Duttenhofer 82’ | Marcatori |  |

| Arbitro: | Schmoock |

|              |           |  |
| Hoffmann 70’ | Marcatori |  |

| Arbitro: | Frickel |

|  |           |            |
|  | Marcatori | 75’ Krauth |

| Arbitro: | Joos |

|            |           |  |
| Achatz 84’ | Marcatori |  |

| Arbitro: | Grether |

|                                     |           |  |
| Böhni 2’ Sebert 82’ (rig.) Harm 89’ | Marcatori |  |

| Arbitro: | Hontheim |

|                        |           |                        |
| Johann 18’ Schmidt 62’ | Marcatori | 12’ Martin 43’ Mießmer |

| Arbitro: | Greiner |

|                                          |           |  |
| Schneider 11’, 13’ Mießmer 65’ Soyez 88’ | Marcatori |  |

| Arbitro: | Gaus |

|                                    |           |  |
| Kauf 19’ Metzger 27’ Schuberth 40’ | Marcatori |  |

| Arbitro: | Röder |

|                            |           |  |
| Walitza 36’ Hannakampf 75’ | Marcatori |  |

| Arbitro: | Luca |

|                                                         |           |             |
| Schrodt 56’ Böhni 68’ Martin 70’ Duttenhofer 87’ (rig.) | Marcatori | 54’ Seubert |

#### Girone di ritorno
| Arbitro: | Fleischer |

|                                          |           |  |
| Martin 7’ Bartels 36’ (rig.) Mießmer 42’ | Marcatori |  |

| Heilbronn 25 gennaio 1975, ore 15:00 CET 21ª giornata | Heilbronn | 0 – 0 referto | Chio Waldhof Mannheim | Städtisches Stadion (7 000 spett.)\| Arbitro: \| Möckel \| |
| Arbitro:                                              | Möckel    |               |                       |                                                            |

| Arbitro: | Hofmeister |

|                        |           |              |
| Schrodt 25’ Sebert 66’ | Marcatori | 6’ Rybarczyk |

| Arbitro: | Ferro |

|                      |           |  |
| Bopp 26’ Hofmann 68’ | Marcatori |  |

| Arbitro: | Walz |

|                                                             |           |  |
| Sebert 17’ (rig.) Böhni 30’ Mießmer 42’ Rohr 76’ Martin 79’ | Marcatori |  |

| Arbitro: | Pfleiderer |

|                  |           |           |
| Sichmann 8’, 15’ | Marcatori | 44’ Adler |

| Arbitro: | Fleischer |

|                   |           |  |
| Sebert 78’ (rig.) | Marcatori |  |

| Arbitro: | Betz |

|                   |           |                        |
| Schwarzweller 40’ | Marcatori | 16’ Martin 77’ Bartels |

| Arbitro: | Walther |

|            |           |            |
| Mießmer 8’ | Marcatori | 28’ Magath |

| Arbitro: | Hoch |

|               |           |          |
| Pankotsch 62’ | Marcatori | 2’ Adler |

| Arbitro: | Röder |

|             |           |                                        |
| Bartels 87’ | Marcatori | 43’ Niedermayer 61’ Hoffmann 64’ Vogel |

| Arbitro: | Hontheim |

|                               |           |             |
| Gentes 26’ Pudelko 63’ (rig.) | Marcatori | 61’ Bartels |

| Arbitro: | Kollmann |

|             |           |  |
| Bartels 52’ | Marcatori |  |

| Arbitro: | Riegg |

|                                                 |           |           |
| Schmaltz 14’ Weber 45’ Künkel 47’, 59’ Metz 80’ | Marcatori | 76’ Adler |

| Arbitro: | Gaus |

|                        |           |                          |
| Martin 21’ Bartels 90’ | Marcatori | 33’ Eichhorn 88’ Roßband |

| Völklingen 24 maggio 1975, ore 15:00 CET 35ª giornata | Röchling Völklingen | 0 – 0 referto | Chio Waldhof Mannheim | Hermann-Neuberger-Stadion (2 500 spett.)\| Arbitro: \| Linn \| |
| Arbitro:                                              | Linn                |               |                       |                                                                |

| Arbitro: | Ferro |

|            |           |                          |
| Sebert 48’ | Marcatori | 55’ Lubanski 75’ Metzger |

| Arbitro: | Leist |

|               |           |  |
| Schneider 16’ | Marcatori |  |

| Arbitro: | Dellwing |

|                             |           |  |
| Aumeier 61’ Steigerwald 81’ | Marcatori |  |

### Coppa di Germania
| Arbitro: | Walther |

|                                                                |           |  |
| Bartels 8’ (rig.), 21’ (rig.) Soyez 29’ Duttenhofer 80’ (rig.) | Marcatori |  |

| Arbitro: | Scheffner |

|  |           |          |
|  | Marcatori | 23’ Frey |

## Statistiche

### Statistiche di squadra
| Competizione      | Punti | In casa | In casa | In casa | In casa | In casa | In casa | In trasferta | In trasferta | In trasferta | In trasferta | In trasferta | In trasferta | Totale | Totale | Totale | Totale | Totale | Totale | DR  |
| Competizione      | Punti | G       | V       | N       | P       | Gf      | Gs      | G            | V            | N            | P            | Gf           | Gs           | G      | V      | N      | P      | Gf     | Gs     | DR  |
| ----------------- | ----- | ------- | ------- | ------- | ------- | ------- | ------- | ------------ | ------------ | ------------ | ------------ | ------------ | ------------ | ------ | ------ | ------ | ------ | ------ | ------ | --- |
| 2. Bundesliga     | 40    | 19      | 14      | 2       | 3       | 40      | 12      | 19           | 2            | 6            | 11           | 12           | 30           | 38     | 16     | 8      | 14     | 52     | 42     | +10 |
| Coppa di Germania | -     | 2       | 1       | 0       | 1       | 4       | 1       | 0            | 0            | 0            | 0            | 0            | 0            | 2      | 1      | 0      | 1      | 4      | 1      | +3  |
| Totale            | 40    | 21      | 15      | 2       | 4       | 44      | 13      | 19           | 2            | 6            | 11           | 12           | 30           | 40     | 17     | 8      | 15     | 56     | 43     | +13 |

### Andamento in campionato
| Giornata  | 1 | 2 | 3 | 4 | 5 | 6 | 7 | 8 | 9 | 10 | 11 | 12 | 13 | 14 | 15 | 16 | 17 | 18 | 19 | 20 | 21 | 22 | 23 | 24 | 25 | 26 | 27 | 28 | 29 | 30 | 31 | 32 | 33 | 34 | 35 | 36 | 37 | 38 |
| --------- | - | - | - | - | - | - | - | - | - | -- | -- | -- | -- | -- | -- | -- | -- | -- | -- | -- | -- | -- | -- | -- | -- | -- | -- | -- | -- | -- | -- | -- | -- | -- | -- | -- | -- | -- |
| Luogo     | T | C | T | C | T | C | T | C | T | C  | T  | C  | T  | C  | T  | C  | T  | T  | C  | C  | T  | C  | T  | C  | T  | C  | T  | C  | T  | C  | T  | C  | T  | C  | T  | C  | C  | T  |
| Risultato | N | V | N | V | P | V | V | V | P | V  | P  | P  | P  | V  | N  | V  | P  | P  | V  | V  | N  | V  | P  | V  | P  | V  | V  | N  | N  | P  | P  | V  | P  | N  | N  | P  | V  | P  |
| Posizione | 9 | 5 | 5 | 4 | 8 | 7 | 6 | 4 | 6 | 5  | 5  | 7  | 8  | 7  | 7  | 6  | 6  | 8  | 6  | 6  | 6  | 7  | 7  | 6  | 7  | 7  | 7  | 7  | 7  | 7  | 8  | 7  | 7  | 8  | 8  | 9  | 8  | 8  |

Legenda:

Luogo: C = Casa; T = Trasferta. Risultato: V = Vittoria; N = Pareggio; P = Sconfitta.

### Statistiche dei giocatori
| Giocatore      | 2. Bundesliga | 2. Bundesliga | 2. Bundesliga | 2. Bundesliga | Coppa di Germania | Coppa di Germania | Coppa di Germania | Coppa di Germania | Totale   | Totale | Totale      | Totale     |
| Giocatore      | Presenze      | Reti          | Ammonizioni   | Espulsioni    | Presenze          | Reti              | Ammonizioni       | Espulsioni        | Presenze | Reti   | Ammonizioni | Espulsioni |
| -------------- | ------------- | ------------- | ------------- | ------------- | ----------------- | ----------------- | ----------------- | ----------------- | -------- | ------ | ----------- | ---------- |
| W. Adler       | 20            | 3             | 1             | 0             | 0                 | 0                 | 0                 | 0                 | 20       | 3      | 1           | 0          |
| B. Bartels     | 28            | 13            | 3             | 0             | 2                 | 2                 | 0                 | 1                 | 30       | 15     | 3           | 1          |
| W. Böhni       | 38            | 5             | 5             | 0             | 2                 | 0                 | 0                 | 0                 | 40       | 5      | 5           | 0          |
| W. Duttenhofer | 14            | 3             | 0             | 0             | 2                 | 1                 | 0                 | 0                 | 16       | 4      | 0           | 0          |
| B. Förster     | 16            | 0             | 3             | 0             | 2                 | 0                 | 0                 | 0                 | 18       | 0      | 3           | 0          |
| K. Harm        | 21            | 1             | 0             | 0             | 0                 | 0                 | 0                 | 0                 | 21       | 1      | 0           | 0          |
| F. Höß         | 15            | 0             | 1             | 0             | 2                 | 0                 | 0                 | 0                 | 17       | 0      | 1           | 0          |
| S. Jovanić     | 21            | 1             | 2             | 0             | 1                 | 0                 | 0                 | 0                 | 22       | 1      | 2           | 0          |
| M. Krei        | 10            | 0             | 0             | 0             | 1                 | 0                 | 0                 | 0                 | 11       | 0      | 0           | 0          |
| K. Link        | 26            | 0             | 2             | 0             | 0                 | 0                 | 0                 | 0                 | 26       | 0      | 2           | 0          |
| E. Martin      | 27            | 6             | 1             | 0             | 2                 | 0                 | 0                 | 0                 | 29       | 6      | 1           | 0          |
| K. Mießmer     | 35            | 5             | 1             | 0             | 2                 | 0                 | 0                 | 0                 | 37       | 5      | 1           | 0          |
| W. Poly        | 4             | 0             | 0             | 0             | 2                 | 0                 | 0                 | 0                 | 6        | 0      | 0           | 0          |
| W. Pradt       | 29            | 0             | 0             | 0             | 1                 | 0                 | 0                 | 0                 | 30       | 0      | 0           | 0          |
| G. Rohr        | 31            | 1             | 2             | 0             | 0                 | 0                 | 0                 | 0                 | 31       | 1      | 2           | 0          |
| V. Rohr        | 16            | 0             | 1             | 0             | 0                 | 0                 | 0                 | 0                 | 16       | 0      | 1           | 0          |
| P. Schneider   | 30            | 3             | 1             | 0             | 1                 | 0                 | 0                 | 0                 | 31       | 3      | 1           | 0          |
| H. Schnitzer   | 27            | 0             | 3             | 0             | 1                 | 0                 | 0                 | 0                 | 28       | 0      | 3           | 0          |
| H. Schrodt     | 20            | 2             | 1             | 0             | 1                 | 0                 | 0                 | 0                 | 21       | 2      | 1           | 0          |
| G. Sebert      | 35            | 8             | 5             | 0             | 2                 | 0                 | 0                 | 0                 | 37       | 8      | 5           | 0          |
| D. Soyez       | 12            | 1             | 0             | 0             | 1                 | 1                 | 0                 | 0                 | 13       | 2      | 0           | 0          |